# ウドゥス・ブカ
ウドゥス・ブカ（Odos buqa、中国語: 兀都思不花、生没年不詳）とは、モンゴル帝国の第8代カアンのブヤント・カアン（仁宗アユルバルワダ）の庶子。『元史』などの漢文史料では安王兀都思不花と記される。兄弟にはゲゲーン・カアン（英宗シデバラ）がいる。

## 概要
ウドゥス・ブカの生母について史書に記載はないが、『元史』巻106后妃表に記されるダルマシリ（答里麻失里）皇后ではないかと推測されている。『元史』巻107宗室世系表には仁宗アユルバルワダの息子で、英宗シデバラの弟であると記されている。
ウドゥス・ブカの名が史書に初めて表れるのはクルク・カアン（武宗カイシャン）即位直後の時で、越王トレとともに錠を下賜されたことが記録されている。越王トレはアユルバルワダのブルガン・ハトゥンに対するクーデターに協力した人物で、間接的にカイシャン即位に寄与したことから論功行賞として「越王」号の授与や下賜が行われていた。このため、ウドゥス・ブカもまた父のアユルバルワダのクーデターに参加しており、その褒賞として下賜を受けたのではないかと推測されている。
クルク・カアンが亡くなり、アユルバルワダがブヤント・カアンとして即位すると、延祐2年（1315年）にウドゥス・ブカは最高ランクの「安王」に封ぜられ、獣紐金印を与えられた。延祐3年（1316年）、ブヤント・カアンは子のシデバラを皇太子とするのに邪魔な甥のコシラを謀殺しようとして逃げられ、コシラは大元ウルスと対立していたチャガタイ・ウルスに亡命した。これによって大元ウルス西北の情勢が悪化したため、ウドゥス・ブカは北方のカラコルムに出鎮することとなった。このため、延祐4年（1317年）には軍糧の支給を受けている。
このようなウドゥス・ブカの働きに対して、延祐5年（1318年）3月には湖州路がウドゥス・ブカの分地として与えられた。同年5月にはブヤント・カアンより多くの下賜を受けている。
延祐7年（1320年）、ブヤント・カアンが亡くなり、兄弟のシデバラがゲゲーン・カアンとして即位した。しかし、ゲゲーン・カアンはウドゥス・ブカを冷遇し、即位直後にウドゥス・ブカを最高ランクの「安王」から「順陽王」に降格した。さらに同年11月にはウドゥス・ブカの屋敷に臣下を派遣して財物を持ち出させている。
この後、史書にウドゥス・ブカ（兀都思不花）に関する記述はなくなるが、ゲゲーン・カアンの治世末期に登場する「兀魯思不花」がウドゥス・ブカと同一人物ではないかとする説がある。「兀魯思不花」はオルク・テムルらとともにゲゲーン・カアンを暗殺した集団に属しており、兄弟に冷遇された恨みからカアン暗殺に協力するに至ったのではないかと推測されている。ウドゥス・ブカの最期については不明瞭であり、『元史』巻108諸王表には「順陽王」に降格された後、殺されたとのみ記されている。「兀魯思不花」はイェスン・テムルにより流刑とされており、流刑地で殺害されたものと見られる。